# Spänningskorrosion

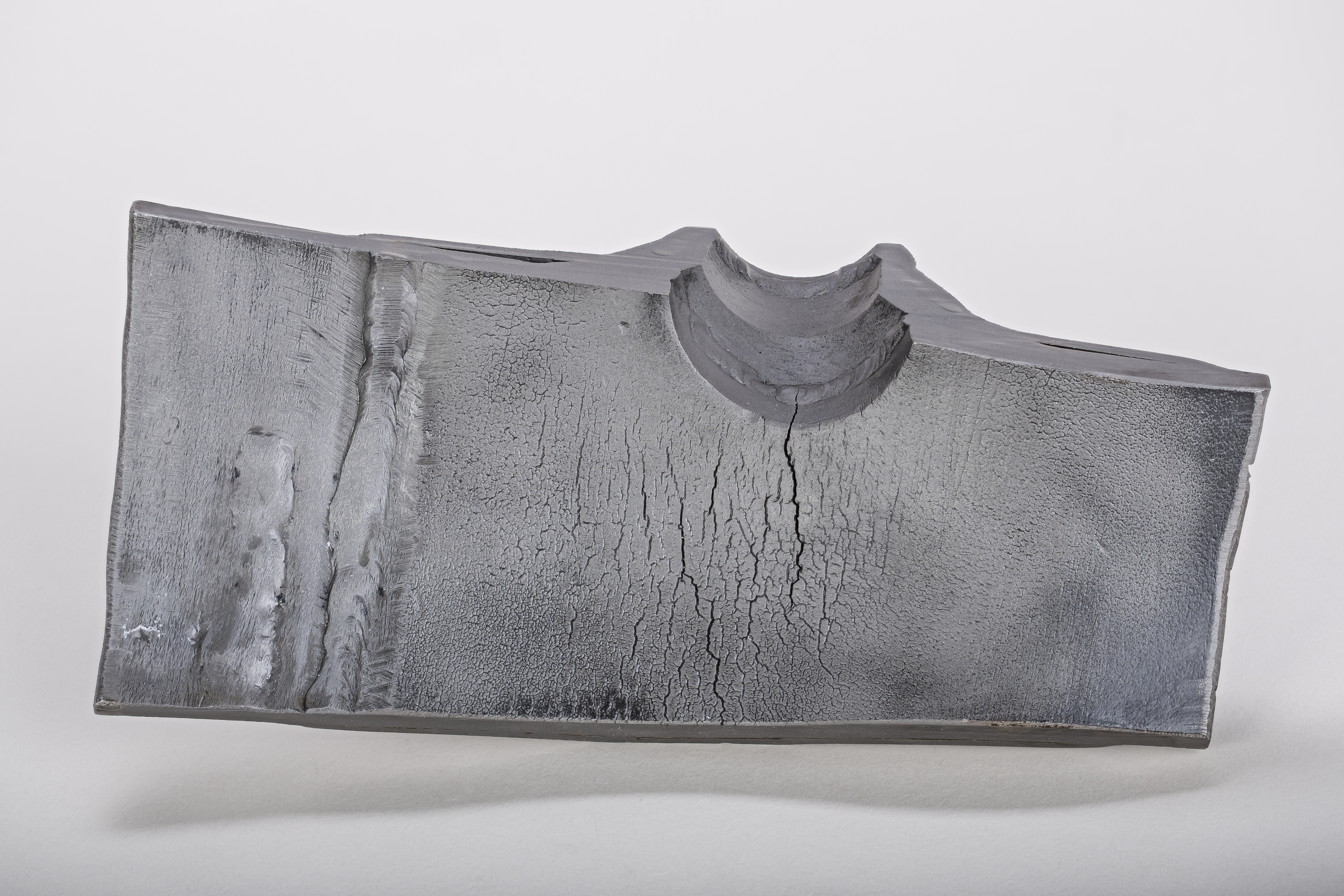
Spänningskorrosion med start i svetsfog

Spänningskorrosion orsakas av kombinationen mellan en korrosiv miljö och att en yttre eller inre spänning skapar en spricka i metallens yta. Följden blir att passivskiktet skadas så att korrosion kan initieras. Dock passiveras sprickan om inte någon komplexbildare existerar i oxidationsmedlet. Denna gör att ett passivskikt inte kan återskapas. Istället växer sprickan sig djupare in i materialet. Potentialskillnad påverkar korrosionshastigheten, liksom hög temperatur. Spänningskorrosion leder till att materialets utmattningsgräns sänks.